# Isabella Rodriguez
Isabella Rodriguez, född 18 juli 1986 i Farsta, är en svensk filmproducent, regissör och manusförfattare.
Isabella har läst filmproduktion vid Stockholms dramatiska högskola. 2024 Guldbaggenominerades hon som producent till Giovanni Bucchieris långfilm100 årstider i kategorin bästa film. Hon har regisserat tv-serierna Kurs i självutplåning och Drugdealer, den sistnämnda skrev hon tillsammans med Jonatan Unge.